# Ordres de grandeur de masse volumique
Pour des articles plus généraux, voir ordre de grandeur et masse volumique.
Le tableau suivant présente des exemples d'ordres de grandeur de masse volumique.

## Exemples de valeurs de masse volumique
| Ordre de grandeur | Multiple                            | Valeur              | Exemple |
| ----------------- | ----------------------------------- | ------------------- | --- |
| 10-33             | 1 quectogramme (qg)/m3              | 1 × 10-33 kg/m3     | |
| 10-30             | 1 rontogramme (rg)/m3               | 1 × 10-30 kg/m3     | |
| 10-27             | 1 yoctogramme (yg)/m3               | 1 × 10-27 kg/m3     | masse volumique très approximative de l'univers                                                                                                   |
| 10-24             | 1 zeptogramme (zg)/m3               |                     | |
| 10-22             | 100 zg/m3                           | 1 × 10-22 kg/m3     | masse volumique de l'espace probablement la plus basse observée dans un bras de galaxie spirale (1 atome d'hydrogène chaque 16 centimètres cubes) |
| 10-21             | 1 attogramme (ag)/m3                |                     | |
| 10-20             |                                     |                     | |
| 10-19             |                                     |                     | |
| 10-18             | 1 femtogramme (fg)/m3               | 1 × 10-18 kg/m3     | masse volumique observée de l'espace dans le noyau d'une galaxie (600 atomes d'hydrogène dans chaque centimètre cube)                             |
| 10-17             | 10 fg/m3                            | 1 × 10-17 kg/m3     | meilleur vide de laboratoire (1,3 nPa) |
| 10-16             |                                     |                     | |
| 10-15             | 1 picogramme (pg)/m3                |                     | |
| 10-14             |                                     |                     | |
| 10-13             |                                     |                     | |
| 10-12             | 1 nanogramme (ng)/m3                |                     | |
| 10-11             |                                     |                     | |
| 10-10             |                                     |                     | |
| 10-9              | 1 microgramme (μg)/m3               |                     | |
| 10-8              |                                     |                     | |
| 10-7              |                                     |                     | |
| 10-6              | 1 milligramme (mg)/m3               |                     | |
| 10-5              |                                     | 1,34 × 10-5 kg/m3   | l'atmosphère de la Terre à 82 kilomètres d'altitude                                                                                               |
| 10-4              |                                     | 1,09 × 10-4 kg/m3   | l'atmosphère de la Terre à 68 kilomètres d'altitude                                                                                               |
| 10-3              | 1 gramme (g)/m3                     | 1 gramme (g)/m3     | vide à partir d'une pompe à vide mécanique |
| 10-2              | 10 grammes (g)/m3                   | 1,35 × 10-2 kg/m3   | l'atmosphère de la Terre à 32 kilomètres d'altitude                                                                                               |
| 10-2              | 10 grammes (g)/m3                   | 90 g/m3             | gaz d'hydrogène, la substance à plus faible masse volumique aux CNTP                                                                              |
| 10-1              |                                     | 1,66 × 10-2         | l'atmosphère de la Terre à 16 kilomètres d'altitude                                                                                               |
| 100               | 1 kilogramme (kg)/m3                | 1,48 kg/m3          | l'atmosphère de la Terre au niveau de la mer |
| 100               | 1 kilogramme (kg)/m3                | 3 kg/m3             | masse volumique typique de l'aérogel |
| 101               |                                     |                     | |
| 102               |                                     | 945 kg/m3           | corps humain moyen après une inhalation |
| 102               | 985 kg/m3                           | corps humain moyen. | |
| 10³               | 1 mégagramme (Mg)/m3 1 tonne (t)/m3 | 1 000 kg/m3         | eau liquide à 4 °C |
| 10³               | 1 mégagramme (Mg)/m3 1 tonne (t)/m3 | 1 025 kg/m3         | corps humain moyen après une expiration |
| 10³               | 1 mégagramme (Mg)/m3 1 tonne (t)/m3 | 1 142 kg/m3         | masse volumique typique du sirop de sucre |
| 10³               | 1 mégagramme (Mg)/m3 1 tonne (t)/m3 | 1 394 kg/m3         | masse volumique typique du gros boulé |
| 104               | 10 000 kg/m3                        | 10 490 kg/m3        | argent |
| 104               | 10 000 kg/m3                        | 11 340 kg/m3        | plomb |
| 104               | 10 000 kg/m3                        | 22 587 kg/m3        | osmium, la substance connue la plus dense aux CNTP                                                                                                |
| 105               |                                     | 150 000 kg/m3       | noyau du Soleil |
| 106               | 1 gigagramme (Gg)/m3                |                     | |
| 107               |                                     |                     | |
| 108               |                                     |                     | |
| 109               | 1 téragramme (Tg)/m3                |                     | naine blanche |
| 10                |                                     |                     | |
| 1011              |                                     |                     | |
| 1012              | 1 pétagramme (Pg)/m3                |                     | |
| 1013              | 1 × 1013 kg/m3                      | 2 × 1013 kg/m3      | Univers à la fin de l'époque électrofaible (approximativement)                                                                                    |
| 1014              |                                     |                     | |
| 1015              | 1 exagramme (Eg)/m3                 |                     | |
| 1016              |                                     |                     | |
| 1017              |                                     | 2 × 1017 kg/m3      | noyau atomique et étoiles à neutron |
| 1018              | 1 zettagramme (Zm)/m3               |                     | |
| 1019              |                                     |                     | |
| 1020              |                                     |                     | |
| 1021              | 1 yottagramme (Yg)/m3               |                     | |
| 1024              | 1 ronnagramme (Rg)/m3               |                     | |
| 1027              | 1 quettagramme (Qg)/m3              |                     | |
| …                 |                                     |                     | |
| 1096              |                                     | 5,1 × 1096 kg/m3    | densité de Planck |